# Матвеев, Гавриил Алексеевич
Гаврии́л Алексе́евич Матве́ев (1918—2009) — советский учёный в области кораблестроения, Герой Социалистического Труда (1981).

## Биография
Окончил 7-летнюю школу в Вязьме, рабфак в Рославле, Николаевский кораблестроительный институт (1943, с отличием).
Работал в Центральном НИИ имени академика А. Н. Крылова: инженер, начальник лаборатории, с 1963 главный инженер, в 1975—1986 директор.
С 1989 г. на пенсии.
Делегат 25-го и 26-го съездов КПСС.
Похоронен на Смоленском православном кладбище Санкт-Петербурга.

## Научная деятельность
Специалист в области аэродинамики турбомашин, корабельной энергетики и специальных проблем кораблестроения.
Автор более 50 научных трудов, многих изобретений.

## Награды и звания
Доктор технических наук (1967), профессор (1971).
Заслуженный деятель науки и техники РСФСР (1979), Герой Социалистического Труда (1981), лауреат Ленинской премии (1974 г.).
Награждён двумя орденами Ленина, орденом Трудового Красного Знамени, многими медалями.